# Thibodaux
Thibodaux – miasto (city), ośrodek administracyjny parafii Lafourche, w południowej części stanu Luizjana, w Stanach Zjednoczonych, położone nad rzeką Bayou Lafourche. W 2013 roku miasto liczyło 14 565 mieszkańców. 
Osada założona została w połowie XVIII wieku i zasiedlona przez Francuzów (w tym migrantów z Akadii), Hiszpanów i Niemców. W 1838 roku miejscowość uzyskała prawa miejskie.
Miasto nazwane zostało na cześć Henry’ego S. Thibodaux, plantatora i gubernatora Luizjany (1824).
W Thibodaux swoją siedzibę ma Nicholls State University (zał. 1948).